# Подградже (Бенковаць)
Подградже (хорв. Podgrađe) — населений пункт у Хорватії, у Задарській жупанії у складі міста Бенковаць.

## Населення
Населення за даними перепису 2011 року становило 87 осіб.
Динаміка чисельності населення поселення: